# Derrick Rowland
Derrick Rowland (Brookhaven, 21 giugno 1959) è un ex cestista e allenatore di pallacanestro statunitense, professionista nella NBA e in Francia.

## Carriera
Venne selezionato dai Denver Nuggets al decimo giro del Draft NBA 1981 (211ª scelta assoluta).

## Palmarès
- All-CBA Second Team (1986)
- 2 volte CBA All-Defensive First Team (1987, 1988)
- 2 volte CBA All-Defensive Second Team (1985, 1986)
- All-USBL Second Team (1985)